# Nuova Fiamma Stabia
L'Associazione Sportiva Dilettantistica Basket Femminile Stabia è la principale società di pallacanestro femminile di Castellammare di Stabia.

## Storia
Nella stagione sportiva 2004-2005 è in Serie A2. Come A.S.D. Nuova Fiamma Stabia, al termine della stagione 2006-2007, è retrocessa in Serie B d'Eccellenza dopo i play-out. Dopo sette anni trascorsi nelle serie inferiori (tra B d'Eccellenza, B regionale ed A3) al termine della stagione 2013-2014 viene promossa in serie A2 femminile. Partecipa alla Serie A2 femminile nelle stagioni  2014-2015, 2015-2016 e 2016-2017. Al termine della stagione 2016-2017 rinuncia a partecipare al campionato di Serie A2 Femminile e chiede il riposizionamento nel Campionato di Serie B femminile. 